# Swetlana Stanewa
Swetlana Kamenowa Stanewa (bulgarisch Светлана Каменова Станева, wiss. Transliteration Svetlana Kamenova Staneva; * 26. Juni 1990 in Dobritsch) ist eine bulgarische Boxerin im Federgewicht.

## Erfolge
Swetlana Kamenowa Stanewa gewann 2008 die Jugend-Europameisterschaft in Jambol und 2009 die EU-Meisterschaft in Pasardschik. Bei der Weltmeisterschaft 2012 in Qinhuangdao schied sie erst im Halbfinale gegen Tiara Brown aus und erhielt die Bronzemedaille. Im Jahr 2014 gewann sie Silber bei der Europameisterschaft in Bukarest.
Anschließend trat sie erst ab 2022 wieder in Erscheinung, als sie Silber bei der Europameisterschaft in Budva gewann. 2023 gewann sie Bronze bei der Weltmeisterschaft in Neu-Delhi und Silber bei den Europaspielen in Krakau. Danach gelang ihr 2024 mit einem Finalsieg gegen Darja Abramowa der Gewinn der Europameisterschaft in Belgrad.
Bei den Olympischen Sommerspielen 2024 in Paris siegte sie gegen Michaela Walsh, ehe sie im Viertelfinale gegen Lin Yu-ting ausschied und den 5. Platz erreichte.